# Бернардин I Савойски-Ракониджи
Вижте пояснителната страница за други личности с името Бернардин.
Бернардин I Савойски-Ракониджи (на италиански: Bernardino I di Savoia-Racconigi; * Торино, Савойско херцогство; † 25 декември 1526, Ракониджи, пак там) е сеньор на Ракониджи и Милябруна с ½ Панкалиери и Кастелрайнеро (инвеститура на 7 януари 1521), губернатор на Верчели, кавалер на Върховния орден на Пресветото Благовещение.

## Произход
Бернардин е син на Клавдий Савойски-Ракониджи (* ок. 1445, † 1521), господар (сеньор) на Ракониджи и Милябруна с ½ Панкалиери и Кастелрайнеро, господар на ½ Панкалиери със Сомарива, генерален маршал на Савойското херцогство, и на съпругата му – миланската благородничка Иполита Боромео (1464 – 1526 или 1527). Има един брат:
- Антон Лудвиг († 1552), съгосподар на Панкалиери, кастелан и капитан на Вале ди Пероза (1536), господар на Кавур (инвеститура 27 юни 1538); оспорва наследяването на семейните титли и феодални владения от Бернардин.

Негови дядо и баба по бащина линия са Франциск Савойски-Ракониджи, господар (сеньор) на Ракониджи и на Милябруна, господар на ½ Панкалиери и Кастелрайнеро, губернатор на Верчели (1465/1467), и френската благородничка Катерина дьо Сесел, а по майчина – графът на Арона Джовани I Боромео и Мария Клеофе Пия Савойска от графовете на Карпи.

## Биография
Много млад е назначен с баща си Клавдий Савойски-Ракониджи и дядо си Франциск за губернатор на Верчели.
След смъртта на баща си през 1521 г. поема управлението на семейното владение. След трескавия период на война от втората половина на XV век поради ексцесиите на баща си Бернардин прави всичко за съживяване на икономиката на района под негова юрисдикция. Той се ангажира усилено с производството на коприна. Благодарение на подкрепата на рода на майка си Боромео успява да привнесе черницата в Ракониджи за отглеждането на копринени пеперуди. За тази цел кара да построят първите съоръжения за производство на коприна. Лично отива в град Виченца, където производството на коприна е особено важно и откъдето родът Сфорца въвежда отглеждането на черница в Миланското херцогство. В своите „Мемориали“ Касиано дел Поцо напомня на херцог Емануил Филиберт Савойски за това, че Бернардин „...взе пример от това и накара практични хора да ги засадят, както и бе направено. За това изкуство бе запазено мястото на Ракониджи, въпреки факта че е било ограбвано толкова много пъти и е преживяло толкова много военни тегоби, че без това малко изкуство е щяло да пропадне...".
За съжаление Бернардин I умира преждевременно на Коледа през 1526 г. само след пет години на управление. Делото му е продължено от второродния му син Филип след също толкова преждевременната смърт на първородния му син Лудвиг.

## Брак и потомство
∞ за генуезката благородничка Йоланта Адорно († 1521), дъщеря на Джовани Адорно, господар на Повильо, генуезки патриций, и съпругата му Елеонора Сансеверино от Графовете на Каяцо, господарка на Повильо и съгосподарка на Сале. Двамата имат 5 сина:
- Лудвиг Савойски-Ракониджи († ок. 1536), като Лудвиг II сеньор на Ракониджи и Милябруна с ½ Панкалиери и Кастелрайнеро (инвеститура 25 декември 1526), губернатор на Торино (през 1536), Рицар на Малтийския орден (от 1570), бездетен
- Филип Савойски-Ракониджи († 1581), сеньор на Ракониджи и Милябруна с ½ от Панкалиери и Кастелрайнеро (инвеститура 16 май 1538), граф на Панкалиери (инвеститура 29 ноември 1541), Рицар на Висшия орден на Светото Благовещение (14 август 1568), ∞ 1537 за Паола Коста дела Тринитà,[6] дъщеря на Луиджи Антонио Коста дела Тринитà, благородник от Киери и господар на Бене, Кару, Теджероне, Мотуроне, Мирадоло[7] и Рокапиата, и на съпругата му Бона Вила от господарите на Ривалба; Паола донася като зестра Теджероне и Мотуроне; от нея има пет сина и пет дъщери; има и една извънбрачна дъщеря, припозната
- Клавдий Савойски-Ракониджи († сл. 1579 или 1582[8]), граф на Панкалиери и господар на Кавур и Казеле, кавалер на Висшия орден на Светото Благовещение (от 14 август 1568), кавалер на Ордена на Св. Маврикий и Св. Лазар (от 1573), заема важната длъжност на sommellier du corps (грижещ се за частните апартаменти и личните дела на краля) (от 1559) на херцог Емануил Филиберт I Савойски; ∞ сл. 1576 за Мария Гонди (* ок. 1530[8] или 1542/1543; † май 1580[8] или II-1603, вероятно в Ракониджи), дъщеря на Гуидобалдо, нар. Антонио младши, патриций на Флоренция, и на съпругата му Мария-Катерина дьо Пиервив. Бездетен.
- Карл Савойски-Ракониджи (неизв.), кавалер на Ордена на Св. Маврикий и Св. Лазар (2 февруари 1578)
- Франциск Савойски-Ракониджи († 22 юли 1544), свещеник, получава Ораториума на Св. Мария до Пинероло и пенсия от Абатството на Кавур, ∞ за Маргарита Болерис († 1589) от графовете на Чентало.